# Coed School
Co-Ed School (coréen: 남녀공학, RR : Namnyeo Gonghak) était un groupe sud-coréen formé par MBK Entertainment en 2010. Le groupe consistait de Taewoon, Sungmin, Jungwoo, Hyoyoung, Hyewon, Soomi, Kwanghaeng, Kangho, Chanmi et Noori. Le concept du groupe était de mixer les genres; six garçons et quatre filles. Les membres du groupe avaient formés deux différents sous-groupes; un entièrement féminin, F-ve Dolls (2011) et l'autre entièrement masculin, Speed (2012). En 2013, Core Contents Media a déclaré que le groupe était séparé mais que les deux sous-unités étaient devenues indépendantes.

## Membres
| Nom de scène | Nom de scène | Nom de naissance | Nom de naissance | Date de naissance    | Nationalité  | Position                      |
| Romanisé     | Coréen       | Romanisé         | Coréen           | Date de naissance    | Nationalité  | Position                      |
| ------------ | ------------ | ---------------- | ---------------- | -------------------- | ------------ | ----------------------------- |
| Soomi        | 수미         | Lee Soo-mi       | 이수미           | 3 mars 1989          | Sud-coréenne | Leader, chanteuse et rappeuse |
| Kwanghaeng   | 광행         | Lee Kwang-haeng  | 이광행           | 20 janvier 1990      | Sud-coréenne | Rappeur et chanteur           |
| Yoosung      | 유성         | Kim Jung-woo     | 김정우           | 9 mai 1990           | Sud-coréenne | Leader et chanteur principal  |
| Taewoon      | 태운         | Woo Tae-won      | 우태운           | 11 mai 1990          | Sud-coréenne | Rappeur et chanteur           |
| Kangho       | 강호         | Cha Joo-hyuck    | 차주혁           | 14 décembre 1991     | Sud-coréenne | Rappeur et chanteur           |
| Chanmi       | 찬미         | Heo Chan-mi      | 허찬미           | 6 avril 1992         | Sud-coréenne | Chanteuse principale          |
| Noori        | 누리         | Kang In-oh       | 강인오           | 3 mars 1993          | Sud-coréenne | Rappeur, chanteur             |
| Hyoyoung     | 효영         | Ryu Hyo-young    | 류효영           | 22 avril 1993        | Sud-coréenne | Chanteuse                     |
| Hyewon       | 혜원         | Jin Hye-won      | 진혜원           | 6 mars 1995 (29 ans) | Sud-coréenne | Chanteuse                     |
| Sungmin      | 성민         | Choi Sung-min    | 최성민           | 17 décembre 1995     | Sud-coréenne | Chanteur et rappeur principal |

### Sous-unités
- F-ve Dolls (파이브돌스) – Soomi, Chanmi, Hyoyoung, Hyewon
- SPEED (스피드) – Kwanghaeng, Yoosung, Taewoon, Noori, Sungmin

## Discographie

### Mini-album
| Année | Détails |
| ----- | --- |
| 2010  | Something That Is Cheerful and Fresh - Date de sortie : 28 octobre 2010 - Langue : Coréen - Durée : 26:22 - Label : Core Contents Media |

### Singles
| Année                                                                                       | Titre                        | Meilleure position | Album                                |
| Année                                                                                       | Titre                        | Gaon Chart         | Album                                |
| ------------------------------------------------------------------------------------------- | ---------------------------- | ------------------ | ------------------------------------ |
| 2010                                                                                        | "Too Late"                   | 13                 | Something That Is Cheerful and Fresh |
| 2010                                                                                        | "Bbiribbom Bberibbom"        | 61                 | Something That Is Cheerful and Fresh |
| 2010                                                                                        | "I Love You A Thousand Time" | —                  | Something That Is Cheerful and Fresh |
| "—" montre qu'aucun classement n'a été atteint ou que ce n'est pas sorti dans cette région. |                              |                    |                                      |

### Clips vidéos
| Année | Clip vidéo                    | Durée |
| ----- | ----------------------------- | ----- |
| 2010  | "Too Late"                    | 6:56  |
| 2010  | "Bbiribbom Bberibbom"         | 4:14  |
| 2010  | "I Love You A Thousand Times" | 3:59  |